# Ничик Богдан Степанович
Богдан Степанович Ничик (нар. 5 серпня 1941, с. Надрічне Теребовлянського району Тернопільської області) — український господарник, організатор книговидавничої справи та місцевої преси. Лауреат премії імені Братів Богдана та Левка Лепких (2014).

## Життєпис

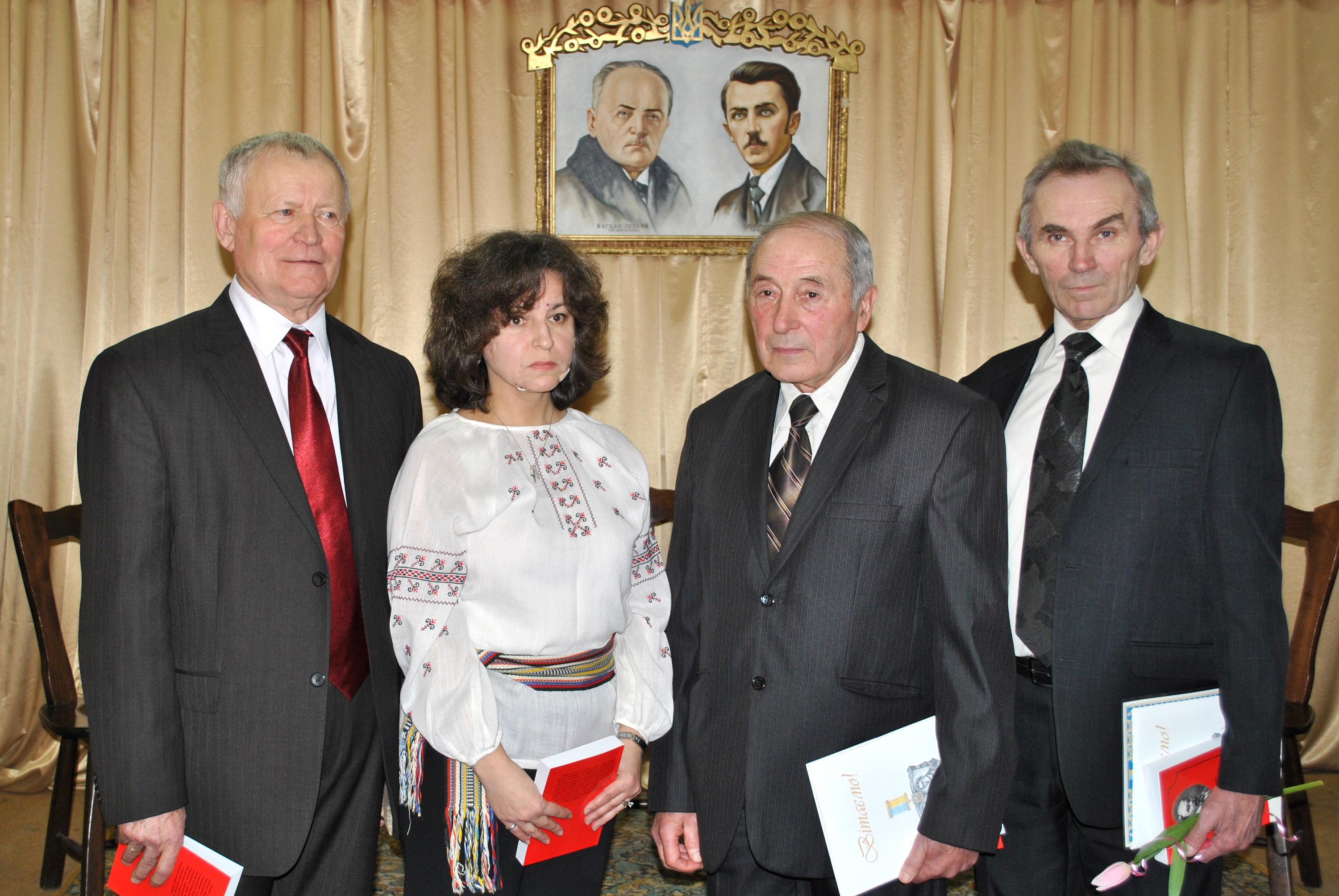
Лауреати премії 2014 року: Тернопільська обласна школа мистецтв (директор Остап Гайдукевич), Оксана Ваврик, Богдан Ничик, Іван Максимів

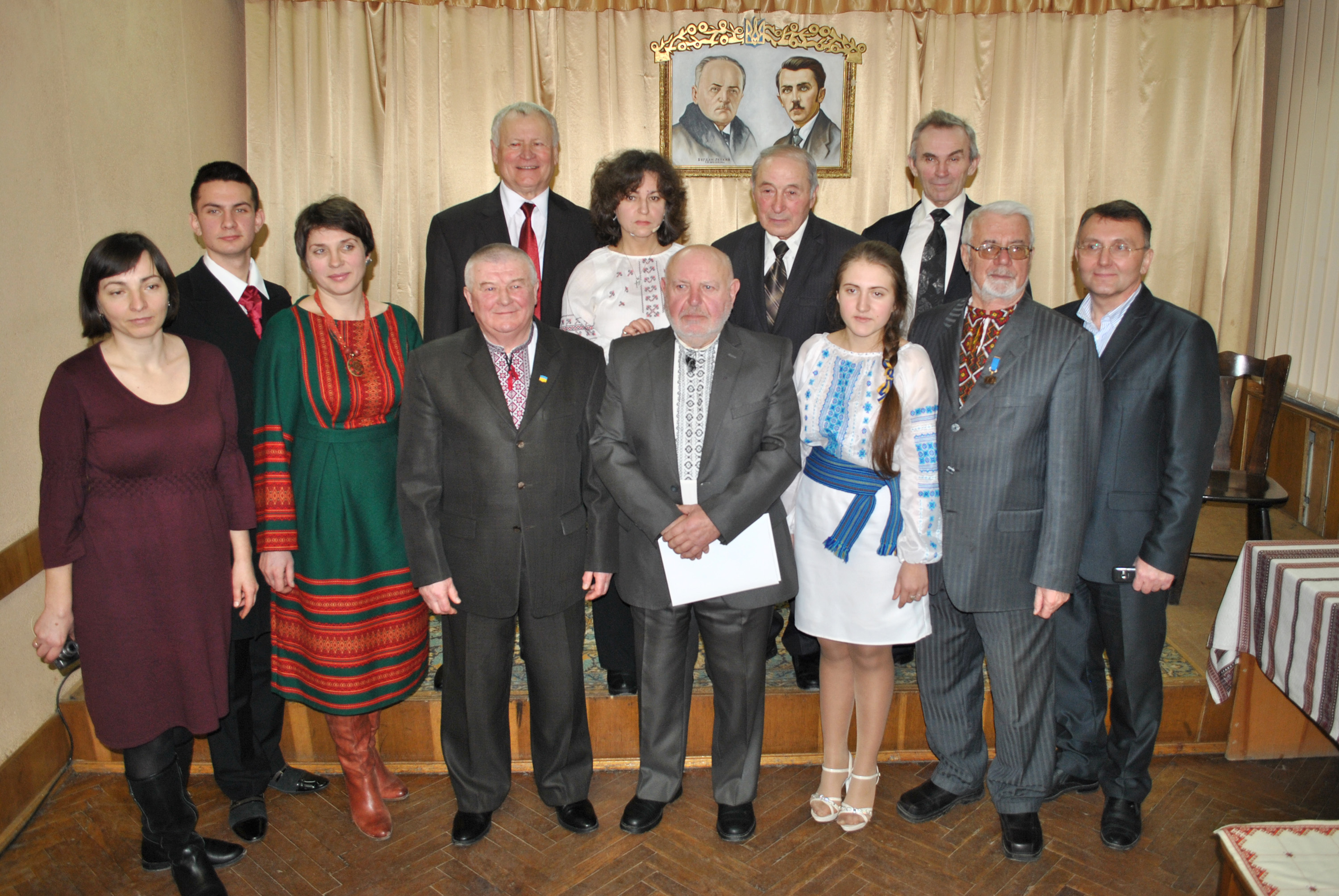
Лауреати премії 2014 року з побратимами по культурно-мистецькому цеху

Богдан Степанович Ничик народився 5 серпня 1941 року селі Надрічному нині   Тернопільського району Тернопільської області, Україна.
Закінчив Львівський поліграфічний інститут (1965, нині Українська академія друкарства).
Працював на керівних посадах у районній пресі в Підволочиську і Ланівцях.
У 1975-2002 — заступник начальника Тернопільського обласного управління у справах преси та інформації; від 2003 — директор видавництва «Рада» Тернопільської обласної ради.
Вніс вагомий вклад у розбудову матеріально-технічної бази видавництв та місцевих ЗМІ; співзасновник і член редколегії літературно-мистецького та громадсько-політичного журналу «Тернопіль» і газети «Русалка Дністрова»; член комітету з нагородження премії імені Братів Богдана та Левка Лепких.